# 어스시
어스시(Earthsea) 시리즈는 미국의 작가 어슐러 르 귄이 쓴 총 6권으로 이루어진 판타지 소설이다. 어스시 시리즈는 어스시라는 허구 세계를 배경으로 한다. J. R. R. 톨킨의 《반지의 제왕》, C. S. 루이스의 《나니아 연대기》와 함께 세계 3대 판타지 소설로 꼽힌다.

## 어스시 세계에 대하여

### 어스시의 지리
어스시에는 하나의 바다 위에 수많은 섬들이 떠 있다.

### 어스시에서의 마법
어슐러 르 귄이 만든 어스시의 마법 체계는 독특하다.
- 어스시에서 마법은 고대 창조의 언어의 힘으로 이루어진다. 드래곤들은 기본적으로 이 언어를 사용한다.
- 모든 물건에는 고대 창조의 언어로 붙여진 진짜 이름이 있다.
  - 어떤 대상에 마법을 사용하려면 그것의 진짜 이름을 알아야 한다. 예를 들어 어떤 방향으로 바람을 불게 하고 싶다면 그 바람의 이름을 알아야 한다. “바람”에 해당하는 창조의 언어로는 안 되고(너무 범위가 넓기 때문에), 특정한 바람, 예를 들어 어디에서 어떤 방향으로 부는 방향의 이름을 알아야 한다.
  - 어떤 대상의 진짜 이름을 안다는 것은 그 대상에게 무엇이든 할 수 있다는 것을 의미한다. 따라서 친구에게 자신의 진짜 이름을 알려주는 것은 그 친구를 완벽하게 믿는다는 뜻이고, 적에게 자신의 진짜 이름을 노출하는 것은 위험하다.
  - 어떤 마법사들은 평생 창조의 언어로 된 사물의 진짜 이름을 아는 데에 전념하기도 한다.
- 창조의 언어로는 거짓을 말할 수 없다. 어떤 사람이 창조의 언어로 “나는 독수리이다”라고 말했을 때, 그 사람은 독수리로 변신하게 되므로, 그 말은 거짓이 아니게 된다. 단, 드래곤은 예외다. 드래곤들은 이 언어를 사용하기 때문에 이 언어로 거짓을 말할 수 있다. 때문에 드래곤과 상대하는 것은 마법사라도 굉장히 주의해야 하는 일이다.

### 드래곤(Dragon)
어스시의 세계에는 드래곤이 살고 있다. 드래곤들은 보통 인간들이 사는 곳에 잘 나타나지 않는다. 드래곤들은 인간들이 모르는 창조의 언어를 사용한다.

## 어스시를 배경으로 하는 작품들

### 단편
- 《해제의 주문》(The Word of Unbinding, 1964년, "바람의 열두방향"에 실림)
- 《이름의 법칙》(The Rule of Names, 1964년, "바람의 열두방향"에 실림)

### 소설
이 소설들은 마법사 게드의 모험 이야기들이다.
- 《어스시의 마법사》(A Wizard of Earthsea, 1968년)
- 《아투안의 무덤》(The Tombs of Atuan, 1972년)
- 《머나먼 바닷가》(The Farthest Shore, 1974년)
- 《테하누》(Tehanu: The Last Book of Earthsea, 1990년)
- 《다른 바람》(The Other Wind, 2001년)

### 텔레비전
- 《어스시의 마법사》(The Legend of Earthsea, 2004년)

### 애니메이션
일본 스튜디오 지브리에서는 《게드전기: 어스시의 전설》(일본어: ゲド戦記)이라는 이름으로 소설 《머나먼 바닷가》와 《테하누》의 내용을 토대로 각색하여 애니메이션화했다.
- 애니메이션에 대한 어슐러 르 귄의 언급 보관됨 2011-07-17 - 웨이백 머신

## 한국어 번역본
- 웅진출판 : 총 6권을 모두 번역하지는 않았다. 2007년 9월 현재 절판된 상태이다.
- 황금가지 : 2009년 8월 현재, 어스시 시리즈 6권이 모두 번역되어 출판되었다.
  - 2008년 8월, 어스시 시리즈 제 5권 《어스시의 이야기들》(Tales from Earthsea)이 출간되었다.
  - 2009년 8월, 어스시 시리즈 제 6권 《또 다른 바람》(The Other Wind)이 출간되었다.
  - 2016년 2월, 어스시 시리즈 제 1권 《어스시의 마법사》(A Wizard of Earthsea)을 비롯한 6권의 책들이 2판 15쇄로 출간되었다.